# العلاقات الآيسلندية الروسية
العلاقات الآيسلندية الروسية هي العلاقات الثنائية التي تجمع بين آيسلندا وروسيا.

## مقارنة بين البلدين
هذه مقارنة عامة ومرجعية للدولتين:
| وجه المقارنة                                              | آيسلندا          | روسيا                                   |
| --------------------------------------------------------- | ---------------- | --------------------------------------- |
| المساحة (كم2)                                             | 103.00 ألف       | 17.08 مليون                             |
| عدد السكان (نسمة)                                         | 317.35 ألف       | 146.80 مليون                            |
| الكثافة السكانية (ن./كم²)                                 | 3.08             | 8.59                                    |
| العاصمة                                                   | ريكيافيك         | موسكو                                   |
| اللغة الرسمية                                             | اللغة الآيسلندية | اللغة الروسية                           |
| العملة                                                    | كرونة آيسلندية   | روبل روسي                               |
| الناتج المحلي الإجمالي (بليون دولار)                      | 23.91 مليار      | 1.58 تريليون                            |
| الناتج المحلي الإجمالي (تعادل القوة الشرائية) بليون دولار | 15.79 مليار      | 3.69 تريليون                            |
| الناتج المحلي الإجمالي الاسمي للفرد دولار أمريكي          | 50.17 ألف        | 9.09 ألف                                |
| الناتج المحلي الإجمالي للفرد دولار أمريكي                 | 46.55 ألف        |                                         |
| مؤشر التنمية البشرية                                      | 0.899            | 0.798                                   |
| رمز المكالمات الدولي                                      | +354             | +7                                      |
| رمز الإنترنت                                              | .is              | .ru، .рф، .рус ‏، .su                    |
| المنطقة الزمنية                                           | 00، أوروبا/لندن ‏ | Magadan Time ‏، ت ع م+02:00، ت ع م+12:00 |

## مدن متوأمة
في ما يلي قائمة باتفاقيات التوأمة بين مدن آيسلندية وروسية:
- ترتبط ريكيافيك مع سانت بطرسبرغ باتفاقية توأمة.
- ترتبط أكوريري مع مورمانسك باتفاقية توأمة منذ 14 أكتوبر 1994.[16]

## منظمات دولية مشتركة
يشترك البلدان في عضوية مجموعة من المنظمات الدولية، منها:
| علم المنظمة | اسم المنظمة                        | تاريخ انضمام آيسلندا | تاريخ انضمام روسيا |
| ----------- | ---------------------------------- | -------------------- | ------------------ |
|             | المنظمة الهيدروغرافية الدولية      | ?                    | ?                  |
|             | المجلس القطبي                      | ?                    | 19 سبتمبر 1996     |
|             | منظمة الشرطة الجنائية الدولية      | ?                    | 27 سبتمبر 1990     |
|             | الاتحاد البريدي العالمي            | ?                    | ?                  |
|             | منظمة التجارة العالمية             | ?                    | 22 أغسطس 2012      |
|             | الفريق المعني برصد الأرض           | ?                    | ?                  |
|             | مجموعة الموردين النوويين           | ?                    | ?                  |
|             | مؤسسة التنمية الدولية              | 19 مايو 1961         | 16 يونيو 1992      |
|             | اتفاقية السماوات المفتوحة          | ?                    | ?                  |
|             | منظمة الأمن والتعاون في أوروبا     | 25 يونيو 1973        | 1992               |
|             | مؤسسة التمويل الدولية              | 20 يوليو 1956        | 12 أبريل 1993      |
|             | مجلس أوروبا                        | ?                    | 28 فبراير 1996     |
|             | منظمة حظر الأسلحة الكيميائية       | ?                    | ?                  |
|             | الأمم المتحدة                      | 19 نوفمبر 1946       | 24 أكتوبر 1945     |
|             | الاتحاد الدولي للاتصالات           | 1 أكتوبر 1906        | 1866               |
|             | البنك الدولي للإنشاء والتعمير      | 27 ديسمبر 1945       | 16 يونيو 1992      |
|             | وكالة ضمان الاستثمار متعدد الأطراف | 25 سبتمبر 1998       | 29 ديسمبر 1992     |
|             | مجلس دول بحر البلطيق               | ?                    | ?                  |
|             | نظام تحكم تكنولوجيا القذائف        | 1993                 | 1995               |
|             | يونسكو                             | 8 يونيو 1964         | 21 أبريل 1954      |

## وصلات خارجية
- موقع وزارة الخارجية الآيسلندية
- موقع وزارة الخارجية الروسية